# Drimys pittosporoides
Drimys pittosporoides är en tvåhjärtbladig växtart som beskrevs av Friedrich Ludwig Diels. Drimys pittosporoides ingår i släktet Drimys och familjen Winteraceae. Inga underarter finns listade.